# Saileria compsus
Saileria compsus är en insektsart som först beskrevs av Reuter 1907.  Saileria compsus ingår i släktet Saileria och familjen ängsskinnbaggar. Inga underarter finns listade i Catalogue of Life.